# شهرستان باوی
شهرستان باوی یکی از شهرستان‌های استان خوزستان ایران است. مرکز این شهرستان، شهر ملاثانی است.
این شهرستان در تاریخ ۱۶ خرداد ۱۳۸۹ از شهرستان اهواز جدا شد و مستقل گردید.

## موقعیت جغرافیایی
شهرستان باوی از شمال با شهرستان شوشتر، از شرق با شهرستان هفتکل و از جنوب تا غرب با شهرستان اهواز همسایه است.

## تقسیمات کشوری
شهرستان باوی دارای ۲ بخش، ۴ دهستان و ۳ شهر به شرح زیر است:

### شهرستان باوی
| بخش   | مرکز بخش | جمعیت بخش ۱۳۹۵ | نام دهستان | مرکز دهستان   | جمعیت دهستان ۱۳۹۵ | شهر       | جمعیت شهر ۱۳۹۵        |
| ----- | -------- | -------------- | ---------- | ------------- | ----------------- | --------- | --------------------- |
| مرکزی | ملاثانی  | ۳۳٬۸۰۲ نفر     | عنافچه     | عماشیه یک     | ۱۰٬۳۲۱ نفر        | ملاثانی   | ۱۷٬۳۳۷ نفر            |
| مرکزی | ملاثانی  | ۳۳٬۸۰۲ نفر     | ملاثانی    | صلیعه         | ۶٬۱۴۴ نفر         | ملاثانی   | ۱۷٬۳۳۷ نفر            |
| ویس   | ویس      | ۶۲٬۶۸۱ نفر     | زرگان      | زرگان ابوفاضل | ۸٬۶۷۷ نفر         | شیبان ویس | ۳۶٬۳۷۴ نفر ۱۵٬۳۱۲ نفر |
| ویس   | ویس      | ۶۲٬۶۸۱ نفر     | ویس        | ام‌البلابیل    | ۲٬۳۱۸ نفر         | شیبان ویس | ۳۶٬۳۷۴ نفر ۱۵٬۳۱۲ نفر |

## مردم‌شناسی
مردم این شهرستان عمدتاً از قوم عرب می‌باشند و بختیاری‌ها هم دراین شهرستان ساکن هستند. با گویش لری بختیاری و عربها به گویش عربی خوزستانی سخن می‌گویند و به زبان فارسی نیز مسلط می‌باشند.

## جمعیت
بر پایه سرشماری عمومی نفوس و مسکن در سال ۱۳۹۵، جمعیت شهرستان باوی برابر با ۹۶٬۴۸۴ نفر بوده است.